# Resi Stiegler
Resi Stiegler (Jackson, 14 novembre 1985) è un'ex sciatrice alpina statunitense.
È figlia dell'austriaco Josef Stiegler, campione olimpico nello slalom speciale ai IX Giochi olimpici invernali di Innsbruck 1964, e sorella di Seppi, a sua volta sciatore alpino di alto livello.

## Biografia

### Stagioni 2001-2004
La Stiegler ha debuttato nel Circo bianco il 4 dicembre 2000 disputando uno slalom speciale di Nor-Am Cup a Val-St.-Come, non riuscendo a concludere la prima manche, e ha esordito in Coppa Europa il 29 novembre 2001 a Levi nella medesima specialità, classificandosi 42ª.
Il 24 marzo 2002 ha colto a Nakiska in slalom speciale la sua prima vittoria, nonché primo podio, in Nor-Am Cup, mentre il 22 dicembre successivo ha esordito in Coppa del Mondo nello slalom speciale di Lenzerheide, piazzandosi 11ª. Ha debuttato ai Campionati mondiali nella rassegna iridata di Sankt Moritz 2003, dove è stata 19ª nello slalom speciale e 10ª nella combinata. Nella stessa stagione ha vinto due medaglie di bronzo ai Mondiali juniores del Briançonnais, nello slalom speciale e nella combinata.

### Stagioni 2005-2009
Ha partecipato ai Mondiali di Bormio/Santa Caterina Valfurva 2005 (6ª nello slalom speciale, 21ª nella combinata), ai Mondiali juniores di Bardonecchia 2005, vincendo la medaglia d'argento nella combinata, e ai XX Giochi olimpici invernali di Torino 2006, sua prima presenza olimpica, classificandosi 12ª nello slalom speciale e 11ª nella combinata.
Il 2 febbraio 2007 a Bischofswiesen ha ottenuto in slalom speciale la sua prima vittoria, nonché primo podio, in Coppa Europa, mentre ai Mondiali di Åre di quell'anno si è piazzata 35ª nello slalom gigante, 8ª nello slalom speciale e non ha concluso la supercombinata. A causa di ripetuti infortuni non ha gareggiato per l'intero 2008 e nel 2009 ha disputato soltanto lo slalom speciale dei Mondiali di Val-d'Isère (19ª).

### Stagioni 2010-2021
Nella stagione 2009-2010 ha disputato appena due gare prima di essere nuovamente costretta a fermarsi per infortunio. È tornata regolarmente alle competizioni dal novembre 2010 e ai Mondiali di Garmisch-Partenkirchen 2011 è stata 19ª nello slalom speciale. Il 4 marzo 2012 si è classificata 2ª in slalom speciale, ottenendo così il suo unico podio in Coppa del Mondo, a Ofterschwang; ai successivi Mondiali di Schladming 2013 si è classificata, sempre nello slalom speciale, 22ª. Ai XXII Giochi olimpici invernali di Soči 2014 è stata 29ª nello slalom gigante e non ha concluso lo slalom speciale; il 12 marzo dello stesso anno ha conquistato a Calgary nella medesima specialità l'ultima vittoria in Nor-Am Cup mentre l'anno dopo ai Mondiali di Vail/Beaver Creek 2015, cui ha partecipato pur essendo reduce da un nuovo, recente infortunio, non ha completato lo slalom speciale.
Ai Mondiali di Sankt Moritz 2017, sua ultima presenza iridata, si è classificata 11ª nello slalom speciale e non ha terminato lo slalom gigante; l'anno dopo ai XXIII Giochi olimpici invernali di Pyeongchang 2018, sua ultima presenza olimpica, si è piazzata 36ª nello slalom gigante e non ha completato lo slalom speciale. Il 4 gennaio 2020 ha conquistato l'ultimo podio in Nor-Am Cup, a Burke Mountain in slalom speciale (3ª), e si è ritirata al termine della stagione 2020-2021: la sua ultima gara in Coppa del Mondo è stata lo slalom speciale disputato a Åre il 13 marzo e la sua ultima gara in carriera lo slalom speciale dei Campionati statunitensi 2021, disputato il 16 aprile ad Aspen e vinto dalla Stiegler.

## Palmarès

### Mondiali juniores
- 3 medaglie:
  - 1 argento (combinata a Bardonecchia 2005)
  - 2 bronzi (slalom speciale, combinata a Briançonnais 2003)

### Coppa del Mondo
- Miglior piazzamento in classifica generale: 25ª nel 2007
- 1 podio:
  - 1 secondo posto

#### Coppa del Mondo - gare a squadre
- 1 podio:
  - 1 secondo posto

### Coppa Europa
- Miglior piazzamento in classifica generale: 30ª nel 2017
- 4 podi:
  - 2 vittorie
  - 1 secondo posto
  - 1 terzo posto

#### Coppa Europa - vittorie
| Data             | Località       | Paese    | Specialità |
| ---------------- | -------------- | -------- | ---------- |
| 2 febbraio 2007  | Bischofswiesen | Germania | SL         |
| 16 dicembre 2016 | Andalo         | Italia   | SL         |

Legenda:

SL = slalom speciale

### Nor-Am Cup
- Miglior piazzamento in classifica generale: 8ª nel 2002 e nel 2012
- 18 podi:
  - 6 vittorie
  - 8 secondi posti
  - 4 terzi posti

#### Nor-Am Cup - vittorie
| Data            | Località | Paese       | Specialità |
| --------------- | -------- | ----------- | ---------- |
| 24 marzo 2002   | Nakiska  | Stati Uniti | SL         |
| 2 febbraio 2012 | Vail     | Stati Uniti | GS         |
| 3 febbraio 2012 | Vail     | Stati Uniti | GS         |
| 5 febbraio 2012 | Vail     | Stati Uniti | SL         |
| 11 marzo 2014   | Calgary  | Canada      | SL         |
| 12 marzo 2014   | Calgary  | Canada      | SL         |

Legenda:

GS = slalom gigante

SL = slalom speciale

### Campionati statunitensi
- 8 medaglie[1][5]:
  - 6 ori (slalom gigante, slalom speciale nel 2007; slalom speciale nel 2013; slalom speciale nel 2014; slalom speciale nel 2017; slalom speciale nel 2021)
  - 1 argento (slalom gigante nel 2016)
  - 1 bronzo (slalom speciale nel 2011)